# Șpîkolosî, Kremeneț
Șpîkolosî (în ucraineană Шпиколоси) este o comună în raionul Kremeneț, regiunea Ternopil, Ucraina, formată numai din satul de reședință.

## Demografie
Componența lingvistică a comunei Șpîkolosî
     Ucraineană (99,38%)
     Alte limbi (0,62%)
Conform recensământului din 2001, majoritatea populației comunei Șpîkolosî era vorbitoare de ucraineană (99,38%), existând în minoritate și vorbitori de alte limbi.